# McG
Joseph McGinty Nichol, kendt som McG (født 9. august 1968), er en amerikansk instruktør og producent af film og tv-produktioner.

## Filmografi (udvalg)
- 2014 -  3 Days to Kill
- 2012 - This Means War
- 2009 - Terminator Salvation
- 2007 - 2008 - Chuck (tv-serie)
- 2006 - We Are Marshall
- 2006 - Stay Alive
- 2003 - 2007 - Orange County (tv-serie)
- 2003 - Charlie's Angels: Uden hæmninger
- 2000 - Charlies Angels